# Allipura
Allipura là một thị trấn thuộc taluk Gauribidanur, huyện Chikkaballapura, bang Karnataka, Ấn Độ.